# Frange capillaire
Pour les articles homonymes, voir Frange (homonymie).

Section d'un versant représentant la zone non saturée (zone vadose) et la zone saturée, avec la frange capillaire et la nappe phréatique.

La frange capillaire est, en géologie, la zone de transition entre une zone saturée et une zone non-saturée.
Dans le cas d'un écoulement libre dans un aquifère, on distingue une partie de l'aquifère saturée en eau (c'est la zone saturée), et une partie pour laquelle la saturation est inférieure à 1, c'est la zone non-saturée qui est bien entendu située au-dessus de la zone saturée. La zone de transition entre la zone saturée et la zone non-saturée est appelée la frange capillaire.